# محمد صلاح ابو جریشه
محمد صلاح ابو جریشه (انگلیسی: Mohamed Salah Abo Greisha؛ زادهٔ ۱ ژانویهٔ ۱۹۷۰) یک بازیکن فوتبال اهل مصر است.
از باشگاه‌هایی که در آن بازی کرده‌است می‌توان به باشگاه ورزشی اسماعیلی و تیم ملی فوتبال مصر اشاره کرد.